# Perizoma methemon
Perizoma methemon là một loài bướm đêm trong họ Geometridae.